# Сан-Себастьяно-фуори-ле-Мура
Сан-Себастьяно-фуори-ле-Мура (итал. 	Basilica di San Sebastiano fuori le Mura, лат.  Sancti Sebastiani ad Catacumbas, Sancti Sebastiani extra muros) — «Базилика Святого Себастьяна за городскими стенами» в Риме, расположенная над катакомбами св. Себастьяна по старой Аппиевой дороге (Via Appia). Относится к малым базиликам (Minor Basilica). Одна из семи паломнических церквей Рима. В храме хранятся мощи мученика Св. Себастьяна, другая часть мощей — в Соборе Святого Петра. Базилика стала приходской церковью 18 апреля 1714 года буллой папы Климента XI.
30 декабря 1960 года папа Иоанн XXIII присвоил базилике кардинальский титул «Катакомбы Сан-Себастьяно». Кардиналом-священником с титулом церкви Сан-Себастьяно-фуори-ле-Мура с 24 ноября 2007 года является испанский кардинал Льюис Мартинес Систак.
Другая церковь, посвящённая Св. Себастьяну, находится в центре Рима на Палатинском холме (Сан-Себастьяно-аль-Палатино).

## История

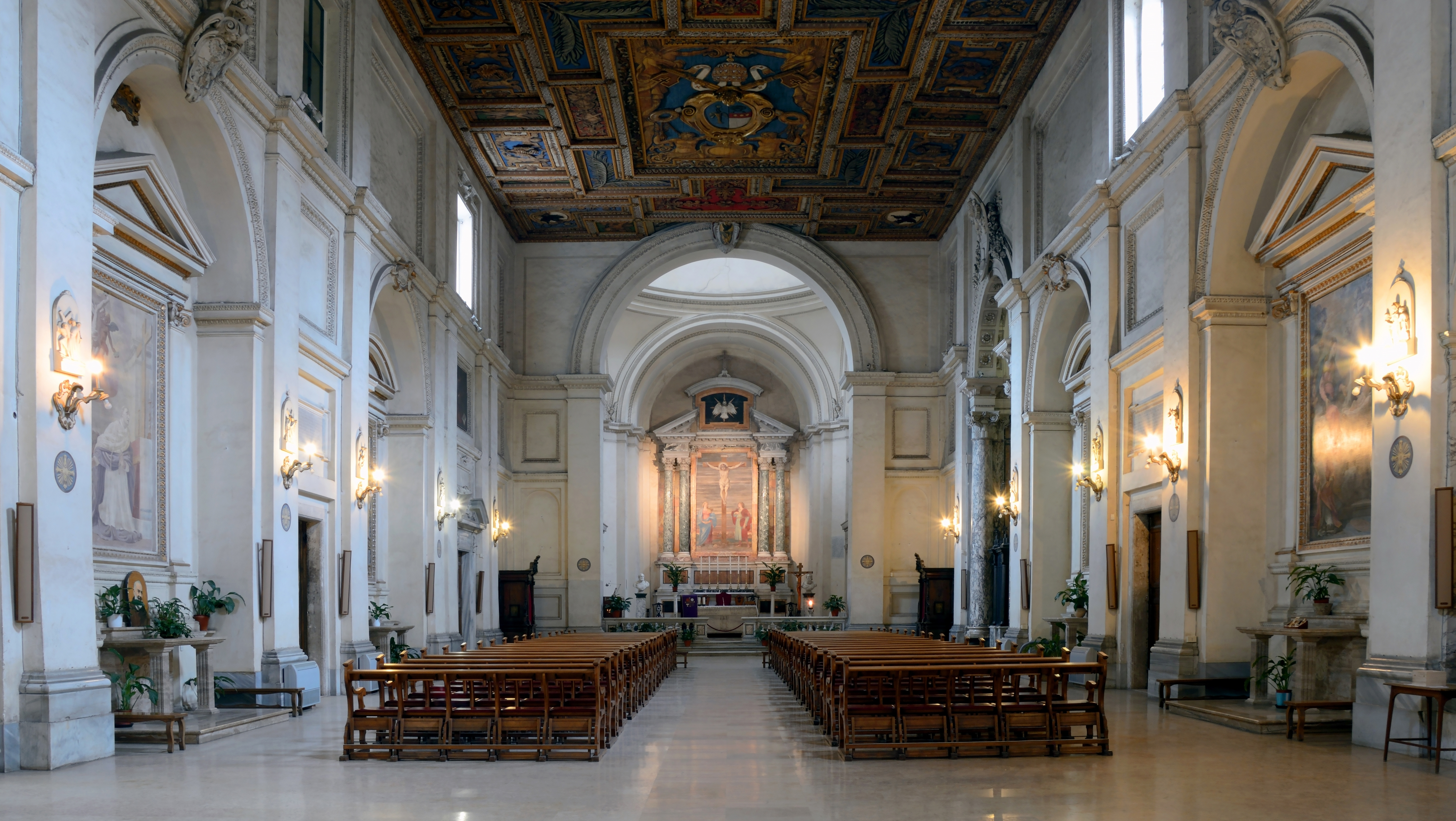
Базилика Святого Себастьяна за стенами. Интерьер

Первая церковь была построена в 340 году во имя апостолов Петра и Павла (лат. Basilica Apostolorum) за городскими воротами на месте небольшого сооружения (лат. Ad Martyres) над катакомбами, где в 258 году, согласно легенде, были спрятаны мощи (нетленные тела) двух апостолов, чтобы спасти их от осквернения язычниками. Император Константин распорядился построить базилику, посвящённую апостолам, «над катакомбами», где их мощам поклонялись римские христиане (лат. In Memoria Apostolorum). Церковь также получила название «Аd catacumbas» в связи с тем, что в конце третьего века там были захоронены останки римского мученика Святого Себастьяна.
В 826 году из-за страха перед нападением сарацинов останки святого Себастьяна были перенесены в базилику Святого Петра в Ватикане, и церковь действительно вскоре была разрушена. Воссоздана при папе Николае I (858—867), а алтарь мученика был повторно освящён Папой Гонорием III по просьбе цистерцианцев, которым надлежало заботиться о церкви.
Нынешнее здание восходит к реконструкции, заказанной кардиналом Шипионе Каффарелли-Боргезе в начале XVII века и проведённой сначала Фламинио Понцио (1609), а затем Джованни Вазанцио (1610—1613).

## Архитектура и святыни церкви

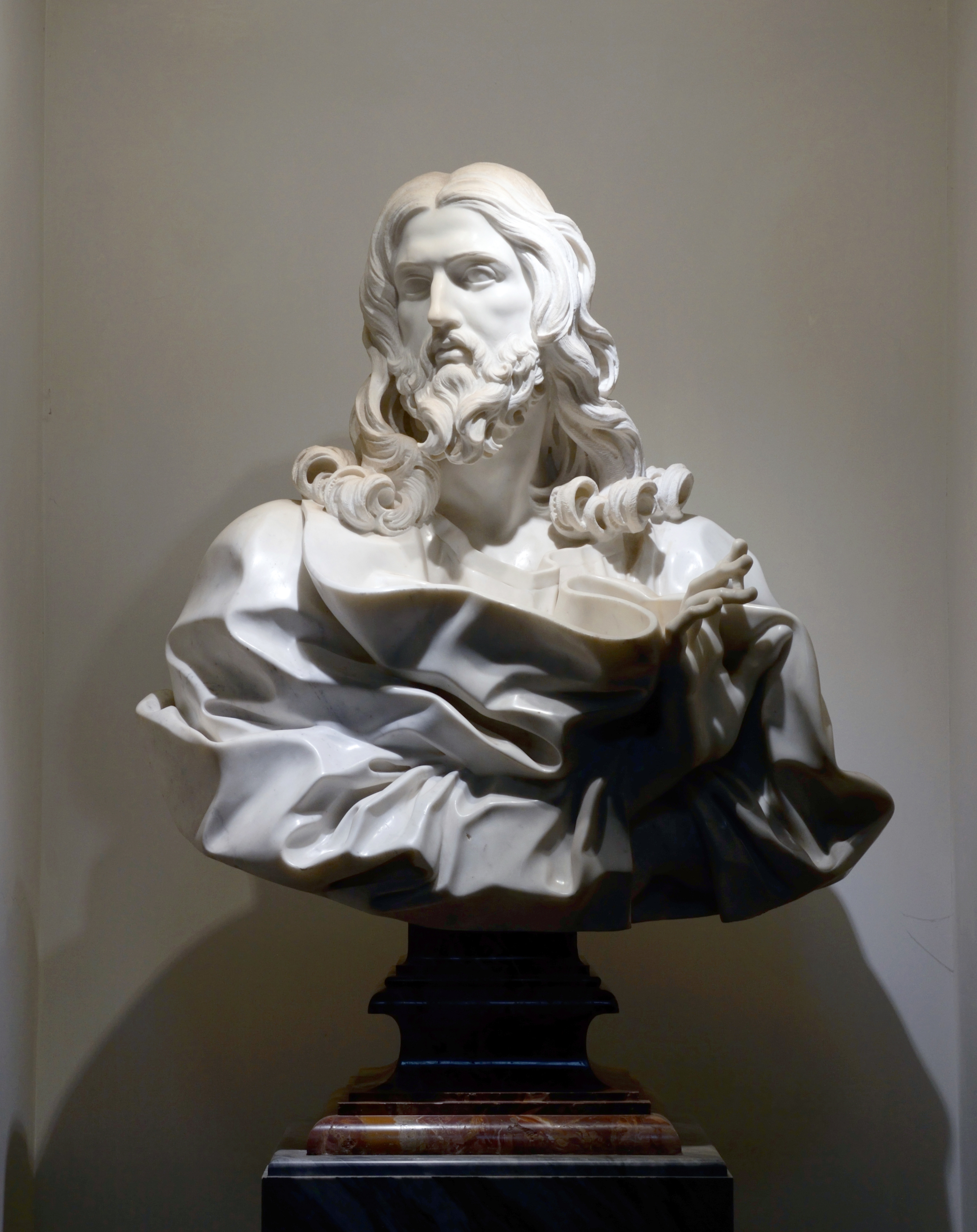
Дж. Л. Бернини. Salvator Mundi. 1679

Константинова базилика представляла собой трёхнефное сооружение с большим четырёхугольным атриумом. Фасад здания создан по проекту Джованни Вазанцио, завершён в 1613 году; перед ним сохранились остатки огороженного стенами древнего атриума. Первый ярус образует лоджия с тремя арками, которые соответствуют трем большим окнам, разделенным пилястрами в верхней части. Нижние своды поддерживаются гранитными колоннами Константиновой базилики.
Внутри — единственный широкий неф с плоским «подшивным» резным деревянным потолком: на нём в технике расписного и вызолоченного рельефа изображены святой Себастьян, венчающий его ангел, гербы кардинала Шипионе Боргезе и папы Григория XVI.
В 1933 году был перестроен деамбулаторий (обходная галерея, проходившая вокруг базилики IV века). В правом проходе хранятся артефакты из катакомб, а также расположен вход в катакомбы; в левом проходе — один из выходов из катакомб и экспозиция раннехристианской эпиграфики.
По правой стороне нефа в нише установлен «Бюст Спасителя» (Salvator Mundi, 1679), один из последних шедевров скульптора Джан Лоренцо Бернини, обнаруженный в 2001 году в монастыре, примыкающем к церкви.
В 1625 году также по правой стороне нефа была устроена Капелла мощей, в которой помещён камень, на котором будто бы отпечатаны следы ног Иисуса (Алтарь «Quo vadis»), одна из стрел, пронзивших Святого Себастьяна вместе с частью колонны, к которой он был привязан во время пыток. Далее находятся алтари Святой Франчески Римской (Santa Francesca Romana) и Святого Иеронима, Капелла Альбани, построенная в 1706—1712 годах архитектором Карло Фонтана по заказу Папы Климента XI под руководством Карло Маратта в сотрудничестве с Алессандро Спекки и Филиппо Бариджони.
Слева от входа: надгробие папы Дамазо, Капелла Сан-Себастьяно, построенная Чиро Ферри в 1672 году, с мраморной лежащей фигурой святого, пронзённого стрелами из позолоченной бронзы: работа Джузеппе Джорджетти; там же хранятся мощи мученика; Капелла Распятия (ранее древняя ризница) постройки 1727 года. В сакристии хранится уникальное деревянное Распятие XIV века. Боковые алтари посвящены святым Карло Борромео и Франциску Ассизскому, последний с алтарным образом святого Франциска работы Джироламо Муциано.
Центральный неф завершается триумфальной аркой, ведущей в пресвитерий. Средокрестие храма увенчано куполом. Главный алтарь, состоящий из эдикулы с четырьмя колоннами, является работой Фламинио Понцио: в алтаре помещена картина Инноченцо Таккони «Распятие»; по сторонам бюсты святых Петра и Павла работы французского скульптора Николаса Кордье. В симметрично расположенных хорах находятся кантория (справа) и орган (слева), построенный в 1910 году Пачифико Инцоли и модифицированный Либеро Рино Пинки в 1964 году.

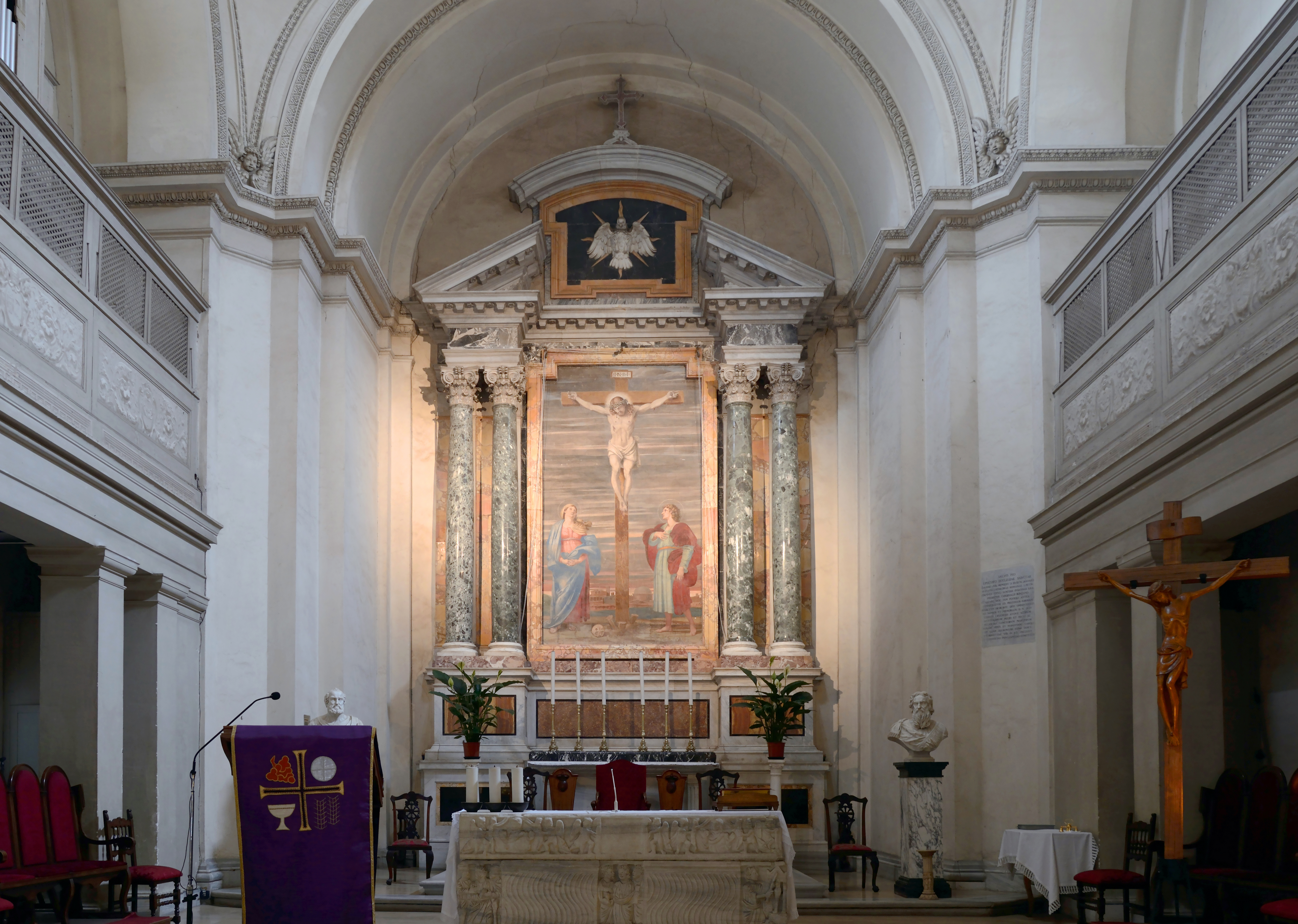
Главный алтарь. И.Таккони. Распятие
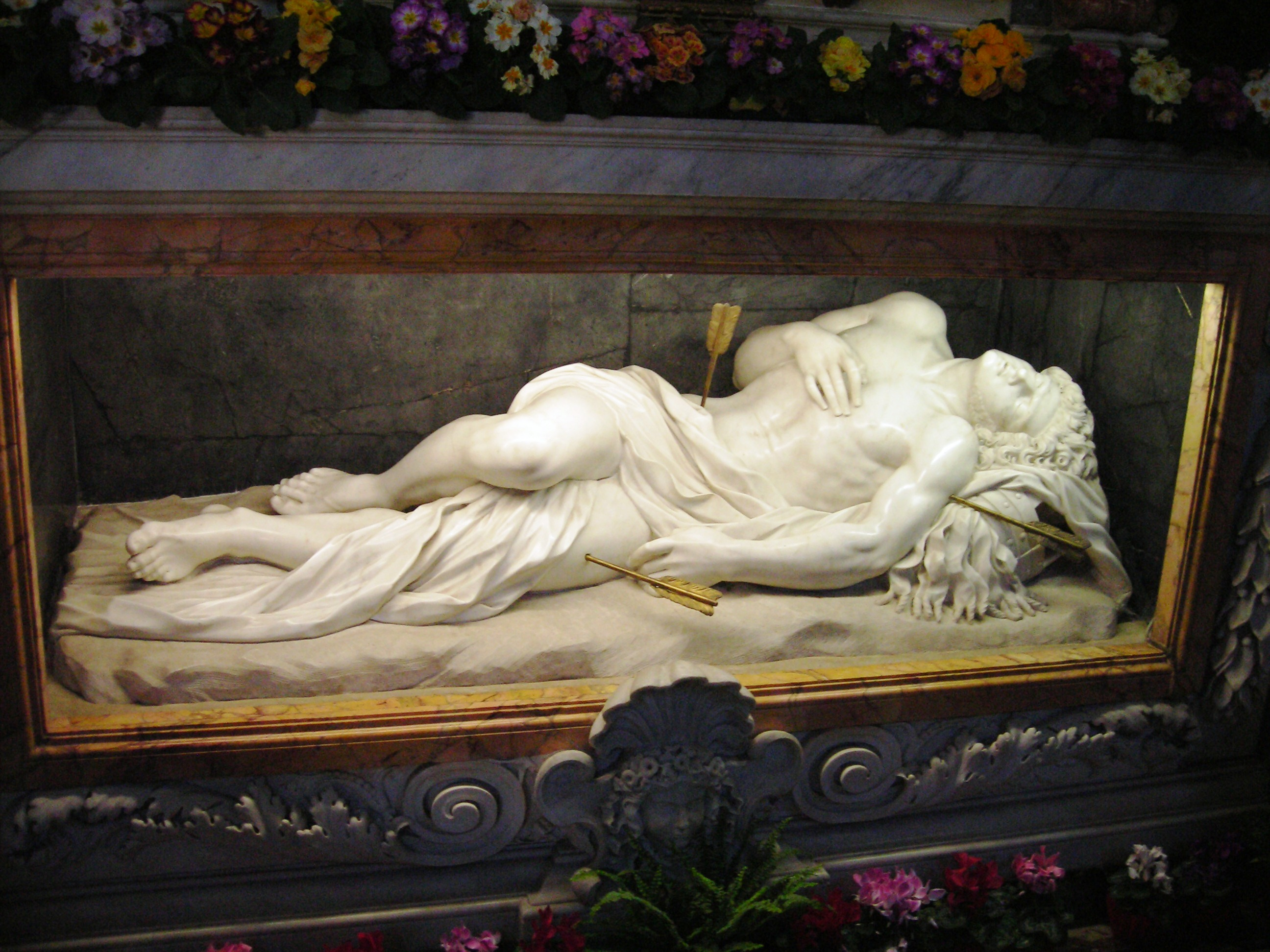
Дж. Джорджетти. Святой Себастьян. 1672. Мрамор
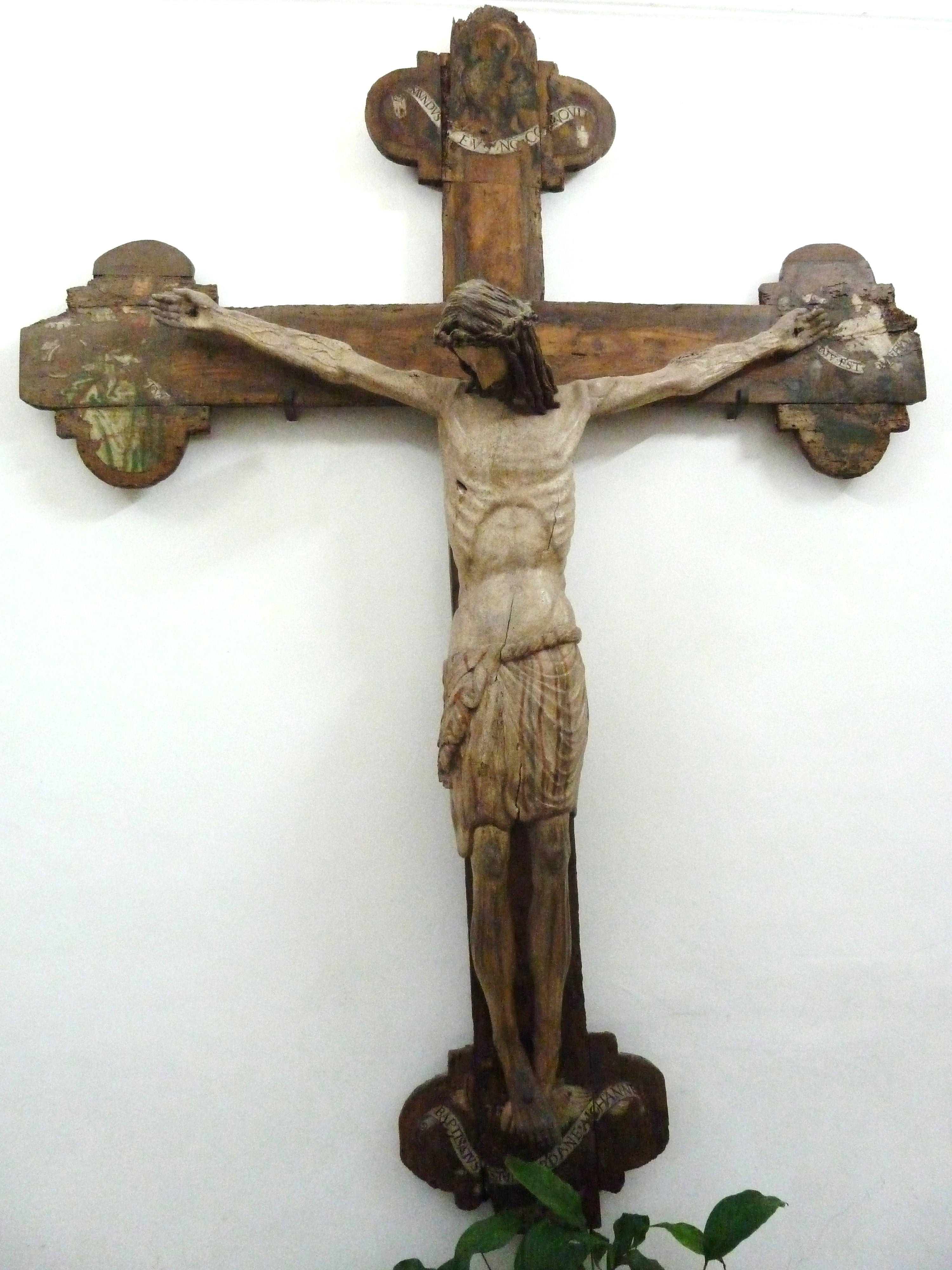
Распятие. XIV в. Дерево
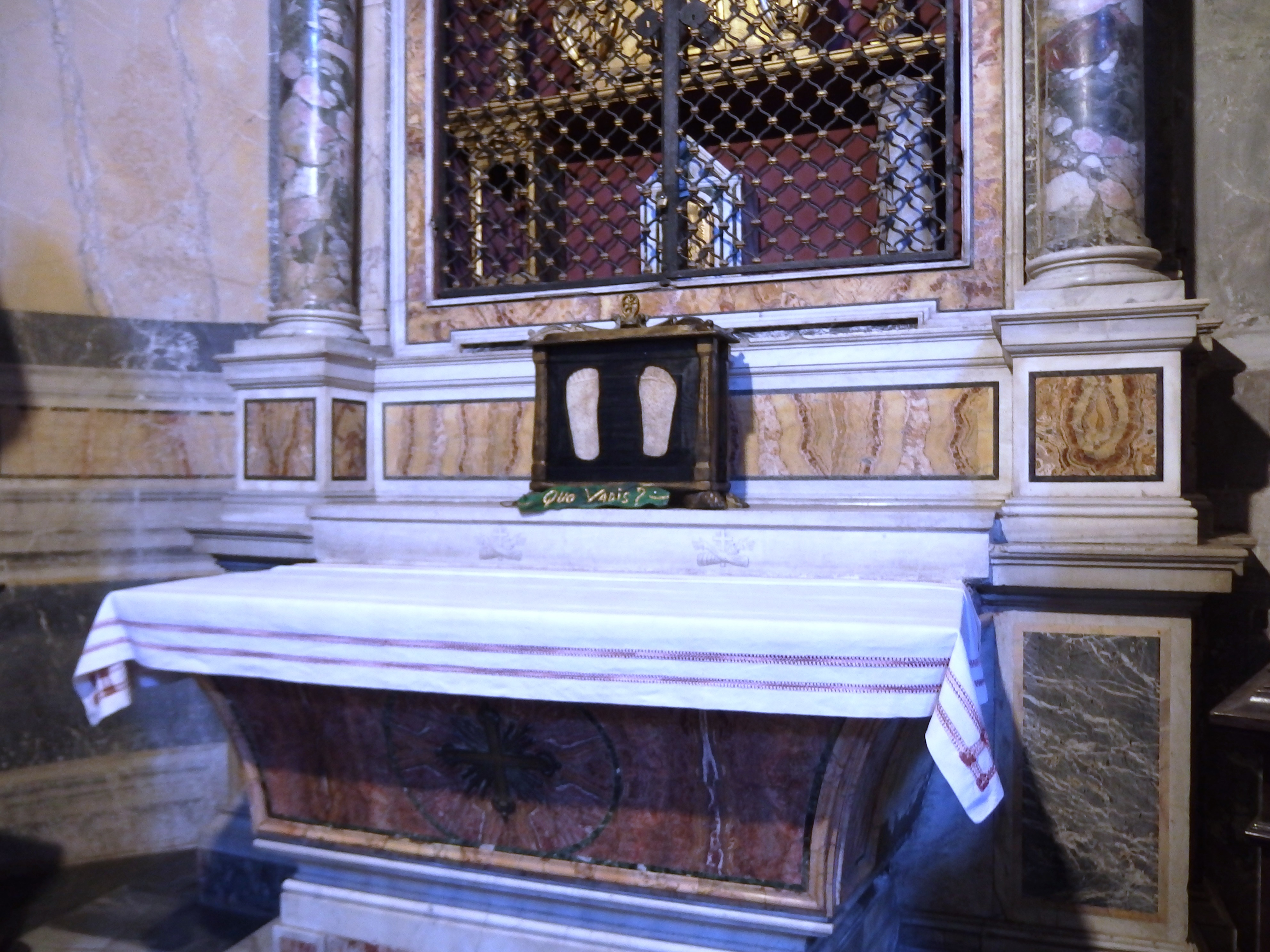
Алтарь «Quo vadis»